# Anette Huesmann
Anette Huesmann (* 1961 in Neuenkirchen-Vörden) ist eine deutsche Dozentin für kreatives Schreiben, Autorin und Bloggerin. Sie schreibt Krimis, Sach-, Jugend- und Kinderbücher, letztere teilweise unter dem Pseudonym Lilo Stark.

## Leben
Anette Huesmann studierte Germanistik und Allgemeine Sprachwissenschaft an der Ruprecht-Karls-Universität Heidelberg und promovierte 1998 als Stipendiatin des Graduiertenkollegs zur Dynamik von Substandardvarietäten. Im Anschluss absolvierte sie eine Ausbildung zur Journalistin und arbeitete als freie Wissenschaftsjournalistin unter anderem für die Deutsche Hochdruckliga und FOCUS Online. Die Autorin ist Mitglied bei den Mörderischen Schwestern – Vereinigung deutschsprachiger Krimiautorinnen sowie im Verband deutscher Schriftstellerinnen und Schriftsteller.

## Werke

### Krimis
- Die Glut des Bösen. Aufbau Verlag, Berlin 2012, ISBN 978-3-7466-2830-1.
- Blau-weiß-tot. Emons Verlag, Köln 2015, ISBN 978-3-9545-1685-8.

### Kinderbücher
- Lizzy die Waldfee. CreateSpace, North Charleston 2012, ISBN 978-1-4811-2021-0.

Als Lilo Stark
- Die Bande der Ritterinnen. Der Schatz der Prinzessin. BoD, Hamburg 2018, ISBN 978-3-7528-6051-1.

### Sachbücher
- Buchgenres kompakt. Handbuch der Genres von Actionthriller bis Zeitgeschehen. BoD, Hamburg 2019, ISBN 978-3-7481-4511-0.

### Wissenschaftliche Publikationen
- Zwischen Dialekt und Standard. Empirische Untersuchung zur Soziolinguistik des Varietätenspektrums im Deutschen. Reihe Germanistische Linguistik 199. Reprint 2017, Walter de Gruyter Verlag, Berlin, ISBN 978-3-4843-1199-2